# Jordi Font i Rodon
Jordi Font i Rodon (Tarragona, 10 d'agost de 1924 - Sant Cugat, 26 de juliol de 2024) fou un psiquiatre i religiós català.

## Biografia
Membre de la Companyia de Jesús, el 1949 es llicencià en medicina i cirurgia a la Universitat de Barcelona, on s'especialitzà en oftalmologia i psiquiatria, el 1956 en filosofia i el 1962 en teologia a Frankfurt del Main.
Del 1964 al 1982 fou professor a l'Escola Professional de Psiquiatria de la Facultat de Medicina de la Universitat de Barcelona i del 1965 al 1987 director del departament de psiquiatria i salut mental de l'Hospital Sant Pere Claver. També fou cofundador de la Fundació Vidal i Barraquer el 1964. És autor de la definició de salut mental recollida en la ponència Funció social de la medicina, en el X Congrés de Metges i Biòlegs de Llengua Catalana de 1976. Entén la recerca com una eina per alleugerir el sofriment humà des d'una dedicació constant.

## Obres
- Mente humana y experiencia religiosa (1991)
- Religió, psicopatologia i salut mental (1999)
- Espiritualitat i salut mental (2006)
- El malestar en les societats del benestar (1999)

## Premis i reconeixements
- 1989 - Premi Jordi Gol a la Trajectòria professional i humana, concedit per l'Acadèmia de Ciències Mèdiques de Catalunya i Balears
- 2004 - Medalla Narcís Monturiol pel progrés científic i tecnològic
- 2003 - Creu de Sant Jordi